# Biblioteca Nacional do Brasil
La Biblioteca Nacional do Brasil (in italiano: Biblioteca nazionale del Brasile), il cui nome ufficiale è Fundação Biblioteca Nacional, è la più grande Biblioteca Nazionale dell'America Latina ed è considerata dall'UNESCO una delle principali biblioteche del mondo. Si trova a Rio de Janeiro, in Brasile, in piazza Cinelândia.
La Biblioteca possiede una collezione di circa 9 milioni di documenti in continua crescita grazie a donazioni, acquisti e alla legge del deposito legale.  Con oltre 200 anni di storia, è la più antica istituzione culturale brasiliana.

## Storia
La storia della Biblioteca Nazionale iniziò il 1º novembre 1755. A Lisbona, in Portogallo, l'incendio successivo al Terremoto di Lisbona devastò in quella data anche la Biblioteca reale (Livraria Real) e il governo portoghese trasferì parte delle opere in Brasile, che allora era una colonia portoghese. Nel 1808 arrivò in Brasile anche la famiglia reale portoghese poiché le truppe di Napoleone Bonaparte avevano invaso il Portogallo. Insieme a questo complesso di persone arrivò in Brasile anche una collezione di sessantamila pezzi tra cui libri, mappe, monete, stampe, manoscritti e medaglie.
Con il decreto del 27 luglio 1810 l’Ospedale del Terz'ordine carmelitano (Hospital da Ordem Terceira do Carmo) a Rua Direita vicino al Palazzo imperiale di Rio de Janeiro fu destinato a ospitare la collezione trasferita dal Portogallo. Il 29 ottobre 1810 il principe reggente Giovanni (in seguito re Giovanni VI del Portogallo) emanò un decreto in cui stabilì che fosse istituita una Biblioteca reale con i fondi del tesoro reale; il decreto stabilì anche che la Biblioteca fosse accessibile agli studiosi. Il 29 ottobre 1810 è quindi considerato la data ufficiale della fondazione della Biblioteca Nazionale. Nel novembre del 1811 arrivarono le ultime 87 casse di libri dal Portogallo, e nel 1814 la Biblioteca fu aperta al pubblico. In questo periodo, la Biblioteca continuò ad ampliare la sua collezione grazie ad acquisti e donazioni. Nel 1821 la famiglia reale ritornò in Portogallo, e con essa ritornarono i manoscritti della corona.
Nel 1822 fu proclamata l’indipendenza del Brasile, e la Biblioteca reale fu ribattezzata "Biblioteca imperiale e pubblica". Nel 1825 la Biblioteca fu acquistata dal Brasile; il prezzo (800 contos de réis) fu deciso nel Trattato di pace e amicizia, siglato il 29 agosto dello stesso anno con il Portogallo.
Nel 1858, dopo tre anni di ristrutturazione, la Biblioteca fu trasferita a Rua do Passeio. Nel 1876 la Biblioteca cambiò nuovamente il nome, diventando "Biblioteca nazionale". Nel 1885 la luce elettrica sostituì la precedente illuminazione a gas. L’afflusso medio di lettori al giorno fu di 74 persone. Fu introdotta la macchina da scrivere che aiutò molto i dipendenti nel loro lavoro e furono inaugurati i laboratori di tipografia e rilegatura.
Viste le numerose acquisizioni e donazioni, attorno al 1900 la Biblioteca si ritrovò in un edificio che non riusciva a contenere più la sua collezione: circa 705.332 documenti, di cui 292.541 erano libri a stampa. Nel 1905 iniziò quindi la costruzione dell’attuale sede della Biblioteca, situata sulla maestosa Avenida Central, ora Avenida Rio Branco. L'edificio fu progettato dall’ingegner Francisco Marcelino de Souza Aguiar come una struttura metallica a cinque piani, con la tipica architettura eclettica della fine del XIX secolo. L’inizio della costruzione del nuovo edificio fu celebrato con una festa cui partecipò anche l’allora presidente della Repubblica Francisco de Paula Rodrigues Alves. Nello stesso periodo Manoel Cícero Peregrino da Silva, allora direttore della Biblioteca, partì per un viaggio di otto mesi in cui visitò diverse grandi biblioteche pubbliche negli Stati Uniti e in Europa, studiandole, aggiornandosi sulle nuove tecnologie e acquistando materiali che non erano reperibili in Brasile. A questo viaggio parteciparono anche alcuni dipendenti della Biblioteca per studiare e aggiornarsi sui nuovi metodi di classificazione. Gli orari di apertura della Biblioteca cambiarono, estendendosi dalle 8:00 alle 22:00 (anche se nessun dipendente lavorava più di otto ore al giorno), e fu installata la rete telefonica. Nel 1909 iniziò il trasferimento dei libri nel nuovo edificio; il lavoro terminò l’anno seguente, e in totale furono necessari 1.132 viaggi.
L’inaugurazione avvenne durante il governo del presidente Nilo Peçanha nel 1910. Il nuovo edificio, molto organizzato e all’avanguardia per quell’epoca, ospitò un milione e mezzo di libri stampati e l’intera collezione di manoscritti e stampe.

## Restauri
Nel 1951 l'edificio è stato oggetto di una ristrutturazione parziale: furono impermeabilizzate le terrazze, venne modernizzato il sistema antincendio, furono acquistate nuove macchine per l’aria condizionata e fu migliorata la rete elettrica.
Un nuovo restauro dell’edificio è iniziato nel dicembre 2016 ed è stato completato il 18 giugno 2018. In questa occasione sono state restaurate tutte le finestre, 285, alle quali sono state applicate i filtri UV per proteggere la collezione dalla luce. Il tetto dell’edificio è stato fatto con piastrelle francesi; ci sono quattro lucernari, di cui uno si trova sulla cupola, e ciò permette l’illuminazione degli spazi interni. I lavori di restauro della cupola sono stati fatti con molta attenzione: la ruggine che si era creata è stata rimossa in modo tale da mantenere la patina originale che ha il compito di proteggere la superficie negli anni. I restauratori hanno constatato che le tre porte d’accesso di bronzo prodotte in Inghilterra erano state dipinte di nero, e durante l'intervento le hanno riportate al colore originale.
Per il restauro della Biblioteca il Ministero della Cultura (MinC) ha investito R$ 10,7 milioni, presi dal Fondo nazionale per la cultura. Il restauro è stato realizzato dalla società Concrejato e supervisionato dall'Instituto do Patrimônio Histórico e Artístico Nacional (IPHAN). Durante i lavori di restauro la Biblioteca ha continuato il suo funzionamento.

## Biblioteca Digitale
Le nuove tecnologie hanno portato la biblioteca alla creazione della Biblioteca digitale BNDigital, che è un sistema aperto e interconnesso e ha come obiettivo la conservazione della memoria documentaria brasiliana. La BNDigital è stata inaugurata nel 2006, ma alcune collezioni erano state rese digitali già nel 2001.
La Biblioteca digitale ha ricevuto un sostegno economico dal Ministero della Cultura (Minc). La BNDigital è formata da un’equipe di tecnici interdisciplinari quali bibliotecari, storici, archivisti e tecnici informatici ed è al servizio di due scopi della biblioteca nazionale, ovvero preservare la memoria culturale e rendere disponibili per tutti le informazioni contenute nella sua collezione.

## Galleria d'immagini

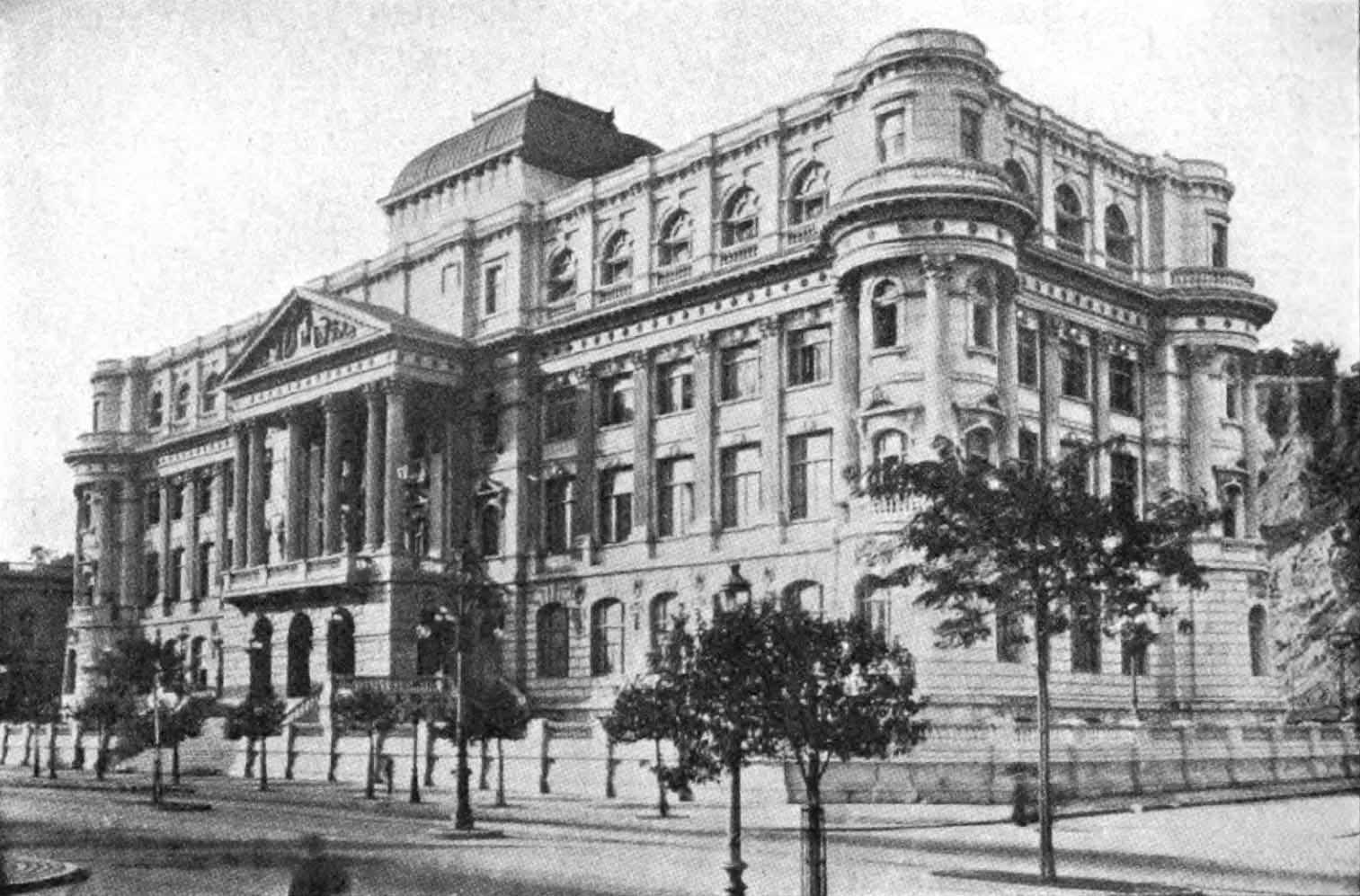
Biblioteca nel 1920
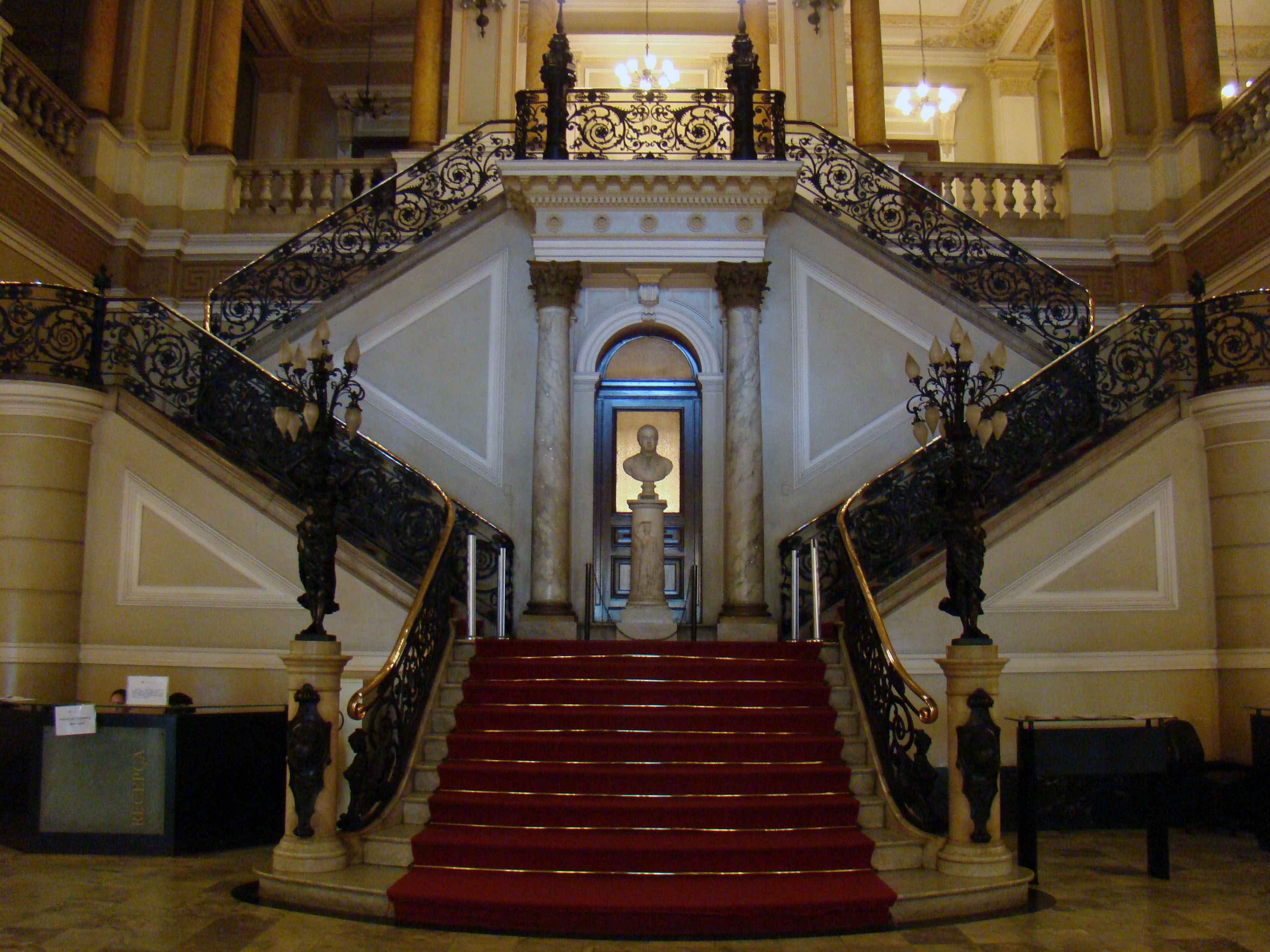
Scala con busto di re Giovanni VI
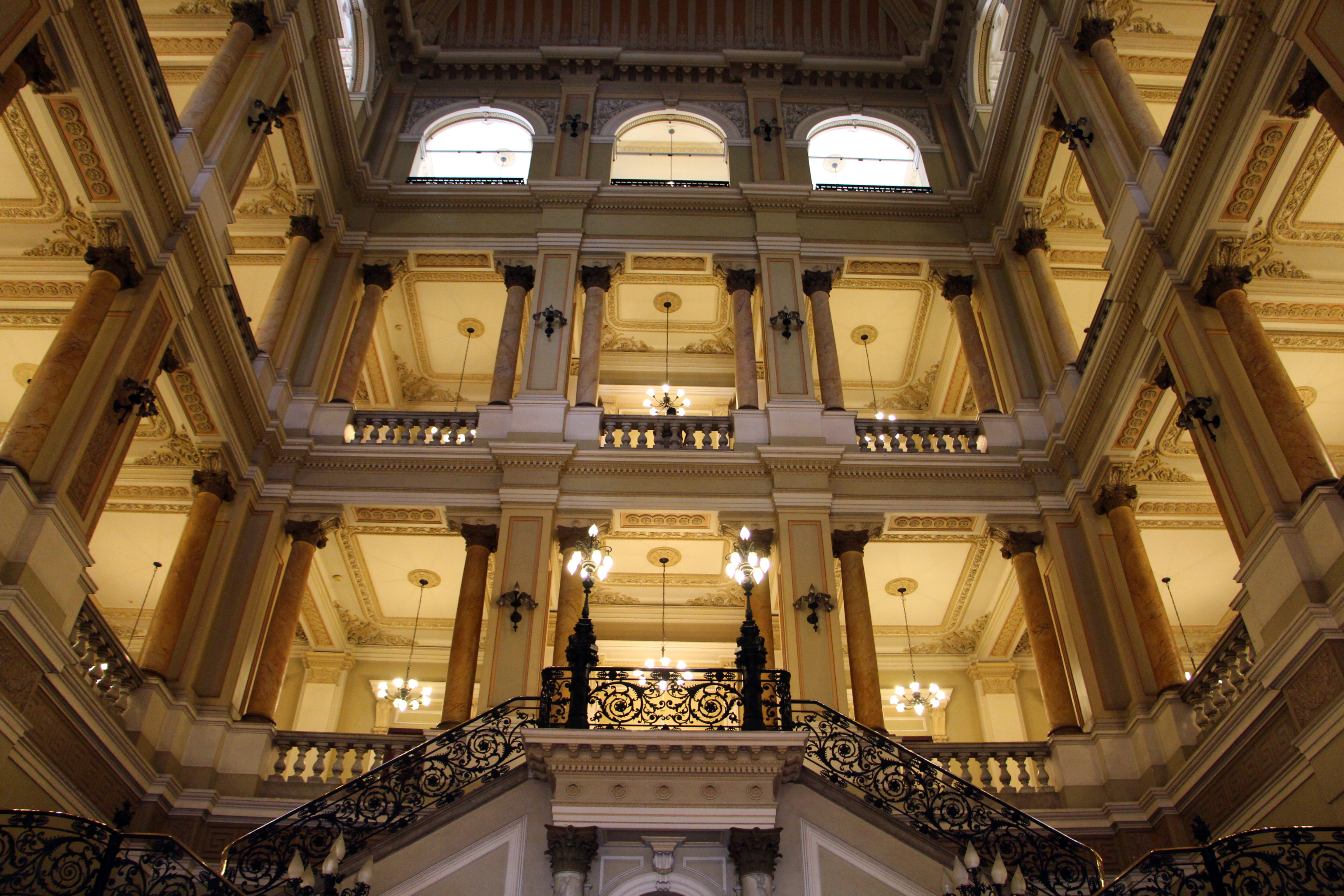
Sala d'ingresso
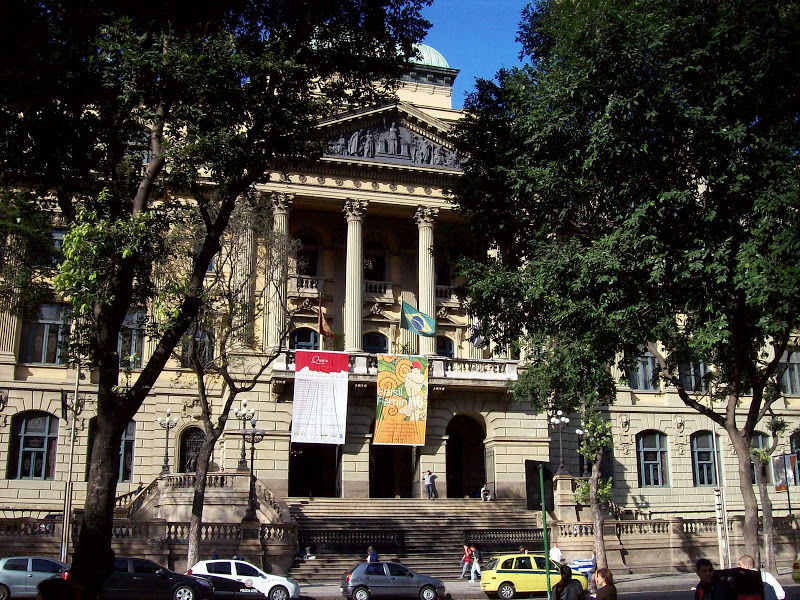
Facciata

## Direttori
- Padre Gregório José Viegas e padre Joaquim Dâmaso (1810-1821)
- Luís Joaquim dos Santos Maroccos (1821-1822)
- Frei Antônio de Arrábida[7] (1822-1837)
- Francisco Vieira (1837-1839)
- Januário da Cunha Barbosa[8] (1839-1846)
- José de Assis Alves Branco Muniz Barreto (1846-1853)
- Frei Camillo de Monserrate[9] (1853-1870)
- Benjamin Franklin Ramiz Galvão[10] (1870-1882)
- João de Saldanha da Gama (1882-1889)
- Francisco Leite Bittencourt Sampaio (1889-1892)
- Francisco Mendes da Rocha (1892-1894)
- Raul D'Ávila Pompéia[11] (1894-1895)
- José Alexandre Teixeira (1895-1900)
- Manoel Cícero Peregrino da Silva[12] (1900-1924)
- Mário Marinho de Carvalho Behring (1924-1932)
- Rodolfo Augusto de Amorim Garcia (1932-1945)
- Rubens Borba Alves de Morais (1945-1948)
- Josué de Sousa Montello (1948-1951)
- Eugênio Gomes (1951-1956)
- Celso Ferreira da Cunha (1956-1961)
- Adonias Aguiar Filho (1961-1971)
- Jannice de Melo Monte-Mór (1971-1979)
- Plínio Doyle da Silva (1979-1982)
- Célia Ribeiro Zaher (1982-1984)
- Maria Alice Giudice Barroso Soares (1984-1989)
- Lia Temporal Malcher (1989-1990)
- Affonso Romano de Sant'Anna (1990-1996)
- Eduardo Portella (1996-2003)
- Pedro Corrêa do Lago (2003-2009)
- Muniz Sodré (2009-2011).
- Galeno Amorim (2011-2013)
- Renato Lessa (2013-2015)
- Helena Severo (2016-Oggi)